# Escape to Nowhere
Escape to Nowhere è il quarto album in studio del gruppo musicale epic metal statunitense Omen uscito nel 1988

## Tracce
1. It's Not Easy – 5:10
2. Radar Love (Golden Earring cover) – 6:07
3. Escape To Nowhere – 4:20
4. Cry For The Morning – 4:05
5. Thorn In Your Flesh – 4:03
6. Poisoned – 4:31
7. Nomads – 3:15
8. King Of The Hill – 4:06
9. No Way Out – 3:14

## Formazione
- Coburn Pharr - voce
- Kenny Powell - chitarra
- Jody Henry - basso
- Steve Wittig  - batteria